# (34741) 2001 QM77
2001 QM77 (asteroide 34741) é um asteroide da cintura principal. Possui uma excentricidade de 0.19437080 e uma inclinação de 3.28702º.
Este asteroide foi descoberto no dia 16 de agosto de 2001 por LINEAR em Socorro.